# Pak Tche-hwan
Pak Tche-hwan (anglický přepis Park Tae-Hwan; * 27. září 1989 v Soulu) je jihokorejský plavec. Vyhrál zlatou medaili na Olympijských hrách 2008 na 400 m volný způsob a stříbrnou medaili na 200 m volný způsob. Stal se první Asiatem, který vyhrál 400 m VZ a prvním Korejcem, který vyhrál medaili na OH v plavání.

## Osobní život
Jeho otec je saxofonista a matka je tanečnicí. Je jedním z nejlepších kraulařů v Asii. Byl zvolen nejúspěšnějším sportovcem Asijských her 2006 (Most Valuable Player at the 2006 Asian Games), které hostil Katar, kde vyhrál sedm medailí, z toho tři zlaté. Trénuje v Melbourne. Promoval na Dankook University v únoru 2012.

## Kariéra
Pak začal plavat v pěti letech na doporučení lékaře, který mu oznámil, že mu pomůže na jeho astma. Závodně začal plavat v sedmi letech a vyhrál několik medailí v juniorských kategoriích. Do jihokorejské reprezentace se dostal v roce 2003. Na OH 2004 byl bohužel diskvalifikován na 400m volný způsob za předčasný start. V zimě 2011 na mítinku Santa Clara Grand Prix porazil Michaela Phelpse na 100m volný způsob o více než půl sekundy.

### Rok 2006

#### Asijské hry
Tae-Hwan dosáhl nejlepšího výsledku ze všech sportovců na Asijských hrách v Dauhá, získal 3 zlaté, stříbrnou a 3 bronzové medaile a ustanovil 2 asijské rekordy.
| disciplína              | výsledek | čas      | poznámky |
| ----------------------- | -------- | -------- | -------- |
| 200m volný způsob       | 1. místo | 1:47,12  | AS       |
| 400m volný způsob       | 1. místo | 3:48,44  |          |
| 1500m volný způsob      | 1. místo | 14:55,03 | AS       |
| 100m volný způsob       | 2. místo | 50,02    |          |
| 4x100m volný způsob     | 3. místo | 3:22,16  |          |
| 4x200m volný způsob     | 3. místo | 7:23,61  |          |
| 4x100m polohová štafeta | 3. místo | 3:41,33  |          |

pozn. AS - asijský rekord

#### Panpacifické hry
Na tomto šampionátu, který hostila kanadská Victoria si Pak doplaval pro dvě zlaté a stříbrnou medaili.
| disciplína         | výsledek | čas      |
| ------------------ | -------- | -------- |
| 400m volný způsob  | 1. místo | 3:45,72  |
| 1500m volný způsob | 1. místo | 15:06,11 |
| 200m volný způsob  | 2. místo | 1:47,51  |

### Rok 2007

#### Mistrovství světa
| disciplína        | výsledek | čas     | poznámky |
| ----------------- | -------- | ------- | -------- |
| 400m volný způsob | 1. místo | 3:44,30 | AS       |
| 200m volný způsob | 3. místo | 1:46,73 | AS       |

pozn. AS - asijský rekord
Na tomto mistrovství Pak Tche-hwan porazil australského vytrvalce, olympijského vítěze a světového rekordmana (tehdy na 800 a 1500m VZ v dlouhém i krátkém bazénu) Granta Hacketta.

### Rok 2008

#### Olympijské hry 2008
Pak zvítězil na OH v disciplíně 400m VZ, když opět porazil Granta Hacketta, přidal i druhou medaili, a sice na 200VZ, kdy dohmátl na druhém místě za Michaelem Phelpsem a stal se čtvrtým mužem v historii plavání, který se dostal pod hranici 1:45 min.
| disciplína        | výsledek | čas     | poznámky |
| ----------------- | -------- | ------- | -------- |
| 400m volný způsob | 1. místo | 3:41,86 | AS       |
| 200m volný způsob | 2. místo | 1:44,86 | AS       |

### Rok 2009

#### Mistrovství světa 2009
Zde Pak překvapil mnoho lidí, když se neprobojoval do finále na 200 ani 400m volný způsob. Možná se nepotýkal s ideální formou, ale někteří chybu svalují na Tae-Hwanovo rozhodnutí plavat v plavkách Speedo LZR Racer, které obsahovaly pouze 20% polyuretanu, naproti celogumových plavkám jiných výrobců (Arena, Jaked,...).
| disciplína         | výsledek  | čas      |
| ------------------ | --------- | -------- |
| 1500m volný způsob | 9. místo  | 15:00,87 |
| 400m volný způsob  | 12. místo | 3:46,04  |
| 200m volný způsob  | 13. místo | 1:46,68  |

### Rok 2010

#### Asijské hry
| disciplína              | výsledek | poznámky |
| ----------------------- | -------- | -------- |
| 100m volný způsob       | 1. místo |          |
| 200m volný způsob       | 1. místo | AS       |
| 400m volný způsob       | 1. místo |          |
| 1500m volný způsob      | 2. místo |          |
| 4x100m volný způsob     | 3. místo |          |
| 4x200m volný způsob     | 3. místo |          |
| 4x100m polohová štafeta | 3. místo |          |

### Rok 2011

#### Mistrovství světa 2011
| disciplína        | výsledek |
| ----------------- | -------- |
| 400m volný způsob | 1. místo |

## Osobní rekordy

### Dlouhý bazén
| disciplína         | čas      | rok  | mítink                          | výsledek | poznámky |
| ------------------ | -------- | ---- | ------------------------------- | -------- | -------- |
| 100m volný způsob  | 48,70    | 2010 | Asijské hry 2010, Kanton        | 1. místo |          |
| 200m volný způsob  | 1:44,80  | 2010 | Asijské hry 2010, Kanton        | 1. místo | AS       |
| 400m volný způsob  | 3:41,53  | 2010 | Asijské hry 2010, Kanton        | 1. místo |          |
| 1500m volný způsob | 14:47,38 | 2012 | Korejská olympijská kvalifikace | 1. místo |          |